# جوزيف سميث

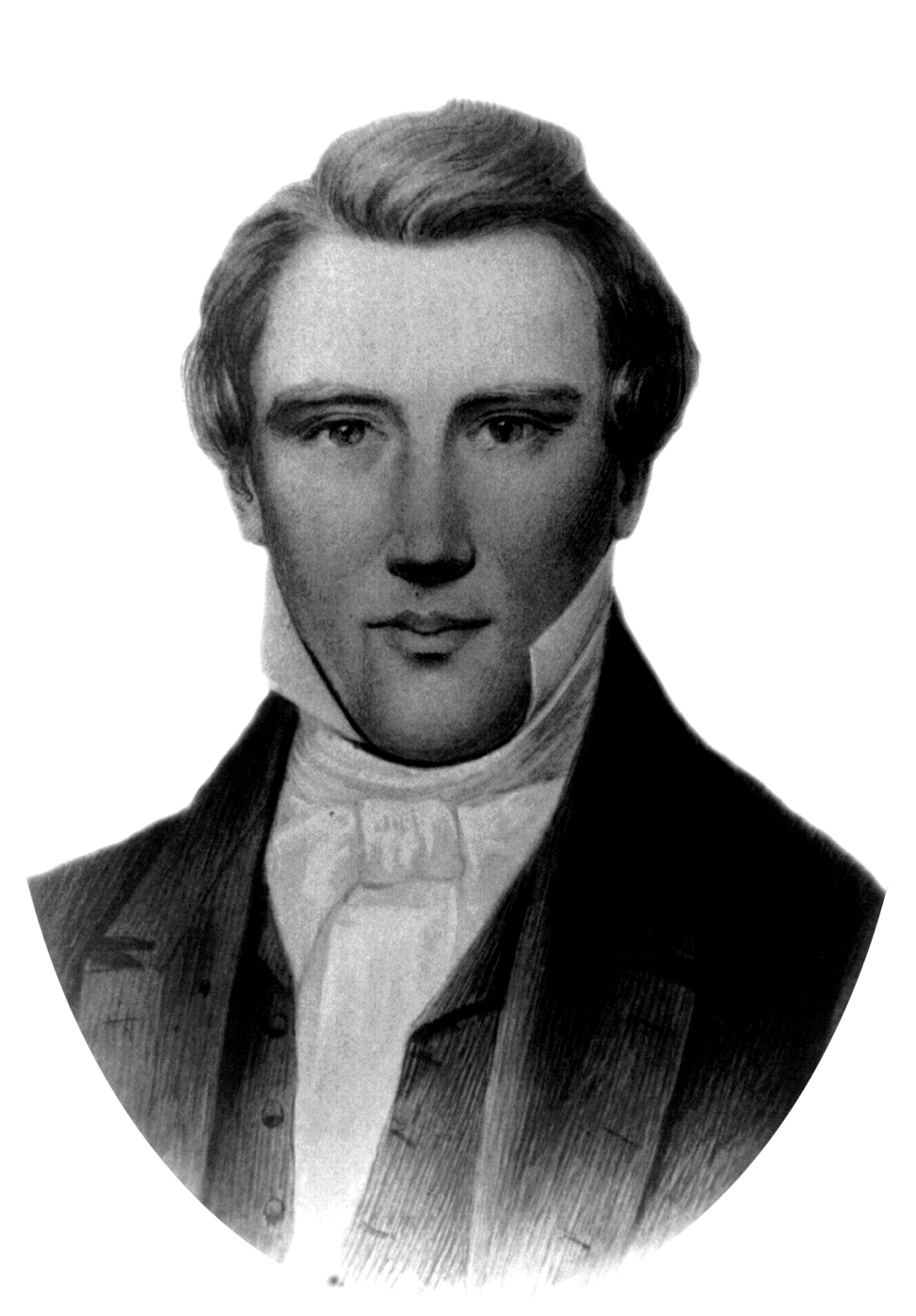
جوزيف سميث

جوزيف سميث (بالإنجليزية: Joseph Smith) مؤسس كنيسة يسوع المسيح لقديسي الأيام الأخيرة المعروفة باسم المورمون. وُلد سنة 1805 في ولاية فيرمونت في الولايات المتحدة الأمريكية. قُتل سنة 1844 في ولاية إلينوي في الولايات المتحدة الأمريكية. يعتبره أعضاء كنيسة المرمون نبيا من الأنبياء.
وبدون مقدمات معروفة في عام 1823 أعلن جوزيف سميث أن وحيًا من السماء أتاه وأخبره أنه رسول للقارة الأمريكية لتأسيس الكنيسة الأصولية، وأن على يديه سوف يظهر الألواح الذهبية المختفية أو ما أسماه بالألواح المصرية القديمة، وفي عام 1827 ناوله الآتي من السماء واسمه مورني (كما يروي اتباعه) نص اللوح، وقام جوزيف بترجمة النص إلى اللغة الإنجليزية وصارت هذه الترجمة كتاب المورمون المقدس، وتعتبر تكملة للعهد القديم أو التوراة (وسنعرض لما فيه لاحقا)، وفي عام 1830 قام جوزيف سميث بتأسيس كنيسته التي سماها «كنيسة يسوع المسيح للقديسين الجدد أو العصرين»، وسمى مذهبه وديانته المورمونية، وقد استجاب العديد من المسيحيين لدعوة جوزيف وبدأ يرسي نظامًا خاصًا بكنيسته، وأشهر مخالفته لكافة المذاهب المسيحية بسماحه بتعدد الزوجات في ديانته، واستمر في نشاطه في المناطق المحيطة به، وقد اعتبرته المذاهب الأخرى مرتدًا، وقد نشب عدد من الاضطرابات بين أتباعه وباقي المذاهب المسيحية، وقد كان أشدها في عام 1844م والتي هاجم فيها الأهالي جوزيف فسجنوه وشقيقه ثم قتلوهما دون محاكمة، وقد تابعوا أعمال الشغب بعد ذلك فأحرقوا كنائس المورمون، وقتلوا العديد من أتباعه وأحرقوا منازلهم ومتعلَّقاتهم وأعمالهم، وأدى هذا إلى هجرة قسم كبير منهم إلى الغرب الأمريكي
.

## حياته

### السنوات الأولى (1805-1827)
ولد سميث في 23 ديسمبر 1805 على الحدود بين ساوث رويال تاون وشارون، فيرمونت. والدته لوسي ماك سميث ووالده جوزيف سميث الأب، تاجر ومزارع. كان واحداً من 11 طفلا. عانى وهو في سن السابعة، من التهاب في العظام، وبعد خضوعه لعملية جراحية، استخدم العكازات لمدة ثلاث سنوات. بعد مشروع تجاري مشؤوم وثلاث سنوات متتالية من فشل المحاصيل بلغت ذروتها في عام 1816 عام بدون صيف، غادرت عائلة سميث فيرمونت وانتقلت إلى غرب نيويورك، وأخذت قرضًا عقاريًا على مزرعة مساحتها 100 فدان (40 هكتارًا) في بلدات تدمر ومانشستر.
كانت المنطقة مرتعًا للحماس الديني خلال الصحوة الكبرى الثانية. بين عامي 1817 و 1825، كان هناك العديد من اجتماعات المخيمات وإحياء الحياة في منطقة تدمر. اختلف والدا سميث بشأن الدين، لكن العائلة وقعت في هذه الإثارة. قال سميث إنه أصبح مهتمًا بالدين في سن الثانية عشرة. عندما كان مراهقًا، ربما كان متعاطفًا مع المنهجية. مع أفراد الأسرة الآخرين، انخرط سميث أيضًا في السحر الشعبي الديني، والذي كان ممارسة شائعة نسبيًا في ذلك الزمان والمكان. وبحسب ما ورد كان لدى كل من والديه وجده لأمه رؤى أو أحلام اعتقدا أنها رسائل تنقل من الله. قال سميث إنه على الرغم من أنه أصبح قلقًا بشأن رفاهية روحه، إلا أنه كان مرتبكًا بسبب مزاعم الطوائف الدينية المتنافسة.
بعد سنوات، كتب سميث أنه تلقى رؤية حلت ارتباكه الديني. قال إنه في عام 1820، أثناء الصلاة في منطقة حرجية بالقرب من منزله، ظهر له الله ويسوع المسيح وأخبراه أن خطاياه قد غُفِرت وأن جميع الكنائس المعاصرة «انحرفت عن الإنجيل». قال سميث إنه روى التجربة لواعظ رفض القصة بازدراء. ازدادت أهمية هذه الرؤية الأولى لاحقًا عند أتباع سميث، الذين يعدونها الآن الحدث الأول في إعادة كنيسة المسيح إلى الأرض. حتى أربعينيات القرن التاسع عشر، كانت روايات سميث عن الرؤية غير معروفة إلى حد كبير لمعظم المورمون، وربما اعتبرها سميث نفسه في الأصل تحولًا شخصيًا.
قال سميث إنه تلقى لوحات ذهبية من الملاك موروني في تل كوموراه.
وفقًا لرواياته اللاحقة، زار سميث ملاكًا يُدعى موروني، أثناء الصلاة في إحدى الليالي في عام 1823. قال سميث إن هذا الملاك كشف عن مكان كتاب مدفون مصنوع من ألواح ذهبية، بالإضافة إلى قطع أثرية أخرى، بما في ذلك صفيحة صدرية وصفيحة. مجموعة من المترجمين الفوريين مكونة من حجرين رائين موضوعة في إطار، والتي كانت مخبأة في تل بالقرب من منزله. قال سميث إنه حاول إزالة اللوحات في صباح اليوم التالي، لكنه لم ينجح لأن الملاك عاد ومنعه. ذكر سميث أنه خلال السنوات الأربع التالية، قام بزيارات سنوية إلى التل، ولكن حتى الزيارة الرابعة والأخيرة، كان في كل مرة يعود بدون اللوحات.
في هذه الأثناء، واجهت عائلة سميث صعوبات مالية، ويرجع ذلك جزئيًا إلى وفاة شقيق سميث الأكبر ألفين، الذي تولى دورًا قياديًا في العائلة. استكمل أفراد الأسرة دخلهم الضئيل من المزرعة من خلال التوظيف في وظائف غريبة والعمل كباحثين عن الكنز، وهو نوع من السحر الخارق للطبيعة شائع خلال هذه الفترة. قيل أن سميث لديه القدرة على تحديد موقع الأشياء المفقودة من خلال النظر في حجر الرائي، والذي استخدمه أيضًا في البحث عن الكنوز، بما في ذلك عدة محاولات فاشلة للعثور على كنز مدفون برعاية مزارع ثري في مقاطعة تشينانجو، نيويورك. في عام 1826، مثل سميث أمام محكمة مقاطعة تشينانجو بتهمة «المظهر الزجاجي»، أو التظاهر بالعثور على كنز مفقود. لا تزال نتيجة الإجراء غير واضحة حيث أبلغت المصادر الأولية عن نتائج متضاربة مختلفة.

تزوجت إيما هيل سميث من جوزيف سميث عام 1827.
أثناء الصعود إلى منزل هيل في هارموني، بنسلفانيا، التقى سميث وبدأ في مغازلة إيما هيل. عندما اقترح سميث الزواج، اعترض والد إيما، إسحاق هيل، جزئياً لأنه يعتقد أن سميث ليس لديه وسيلة لدعم إيما. في شهادته بعد القسم، كتب إسحاق هيل أنه، بالإضافة إلى ذلك، كانت لديه أسباب أخرى لعدم الموافقة على أن يتزوج سميث من ابنته، أحدها أن "ظهور سميث" في هذا الوقت، كان مظهر شاب مهمل - لا مثقف جيدًا، وبذيء جدًا ووقحًا لوالده ". هرب سميث وإيما وتزوجا في 18 يناير 1827، وبعد ذلك بدأ الزوجان في الصعود مع والدي سميث في مانشستر. في وقت لاحق من ذلك العام، عندما وعد سميث بالتخلي عن البحث عن الكنز، عرض هيل السماح للزوجين بالعيش في ممتلكاته في هارموني ومساعدة سميث على البدء في العمل.
زار سميث التل زيارته الأخيرة في 22 سبتمبر 1827، مصطحباً معه إيما. هذه المرة، قال إنه نجح في استرداد اللوحات. قال إن الملاك أمره ألا يُظهر اللوحات لأي شخص آخر، بل أن يترجمها وينشر ترجمتها. قال سميث إن الترجمة كانت سجلاً دينيًا للأمريكيين الأصليين في الشرق الأوسط، وقد تم نقشها بلغة غير معروفة تسمى المصرية المصلحة. كما أخبر مساعديه أنه قادر على قراءتها وترجمتها.
على الرغم من أن سميث قد ترك شركة البحث عن الكنوز الخاصة به، إلا أن مساعديه السابقين اعتقدوا أنه قد عبرهم مرتين وأخذ الألواح الذهبية لنفسه، والتي اعتقدوا أنها يجب أن تكون ملكية مشتركة. بعد أن نهبوا الأماكن التي اعتقدوا أن اللوحات يمكن أن تكون مخبأة فيها، قرر سميث مغادرة تدمر.

## كتاب المورمون المقدس
يعتبر المورمون أن كتابهم المقدس تكملة للتوراة وللألواح التي أُنزلت على موسى. وفي هذا الكتاب: أن عام 600 قبل الميلاد هاجر مجموعة من أسباط إسرائيل من القدس تحت قيادة الرسول لحي إلى القارة الأمريكية، وهذه المجموعة انقسمت بعد وصولها إلى قسمين الأول: واسمهم لامانيين Lamanites نسوا تعاليم ديانتهم وعقائدهم مع الزمن، وصاروا في النهاية ما يعرف باسم الهنود الحمر. والقسم الثاني: واسمهم نافييس Nephites وهؤلاء احتفظوا بعقائدهم وأقاموا مدنًا وحضارة كبيرة، لكن الفريق الأول قام بتدمير حضارة القسم الثاني وإبادتها حوالي عام 400 قبل الميلاد. لكن القسم الثاني استطاع أن يكتب ويسجل عقائده وحضارته على ألواح ذهبية وقام بإخفائها؛ وذلك بمعرفة رسول يُسمى مورمون، ثم قام ابنه وروني بدفن هذه الألواح حوالي 1400 عام حتى أسلمها لجوزيف سميث، وهذه القصة وإن كان بعض المورمون لا يوافقون عليها ويعتقدون أن جوزيف سميث هو كاتب الكتاب المقدس بنفسه وليس نقلاً عن ألواح، لكن الأمر في النهاية لا يعني إلا أن هذا الكتاب عندهم مقدس ومكمل للتوراة.

## المورمون بعد مقتل مؤسسهم
قرر القسم الأكبر من المورمون بعد الأحداث العنيفة التي مرت بهم 1844 م أولاً أن ينتخبوا رئيسًا لهم، فاختار أغلبهم برغهام الصغير رئيسًا، وهذا الاختيار أدى إلى عدة انشقاقات بين المورمون، وإن كان الأغلبية تابعت الرئيس الجديد، قرر برغهام أن يتجه إلى المناطق الغربية من أمريكا، وقام باختيار مجموعة 148 شخصًا كانوا بمثابة رواد استكشافيين لمنطقة جديدة لإقامة مجتمع خاص بهم، ورحلوا عام 1846 لمسافة بلغت 1100 ميل في جبال روكي حيث وقع اختيارهم للأرض الموعودة، كانت المنطقة الجديدة هي وادي بحيرة الملح Salt Lake Valley ، ولاية يوتاه Utah وكان ذلك في 24 يوليو 1847.
بدأ أتباع برغهام في الهجرة التدريجية ثم أعلن عن شعاره «فلنجتمع معا» عام 1850 وكان ذلك بغرض بناء مدنهم ومجتمعهم، وبالفعل بدأت الهجرة الكبيرة في الفترة 1856م إلى 1860م، وقد هاجر البعض على قدميه، والبعض يجر بيديه عربة تحمل متاعه وأولاده، وبعد فترة ليست بالطويلة استطاع المورمون أن يؤسسوا العديد من المدن في المنطقة الجديدة حتى بلغ عدد المستوطنات عام 1887 حوالي 600 مستوطنة ممتدة على الشاطئ الغربي الأمريكي على مساحة تزيد على مليون ميل مربع.
لم يستمر الهدوء الذي عاشته مجتمعات المورمون إذ أنه ما إن ذاع خبر عن اكتشاف الذهب في منطقة كاليفورنيا حتى انحدر عليهم عشاق الذهب وطلاب الثروة من كل حدب وصوب، مما أفقد مجتمعات المورمون كثيرًا من تماسكها وسكينتها، وقد سعت مجتمعات المورمون (كنوع من الحل) إلى ربط نفسها داخل الاتحاد الأمريكي بين الولايات، ولكن طلبهم رُفض عام 1890، وذلك لأن الكونغرس كان قد أقرَّ قانونًا مدنيًّا يمنع تعدد الزوجات وهو الأمر المعتمد في المورمونية، وقد اضطرّت لتعديل موقفها في هذه القضية حتى تنضم للاتحاد الأمريكي، وانضمت ولاية يوتاه بالفعل للولايات المتحدة الأمريكية عام 1896 وكانت الولاية رقم 45 في هذا الاتحاد.
وقد حولت المورومونية من شعارها القديم «فلنجتمع معا» وصارت لا تطلب من المتحولين إليها أن ينتقلوا للمجتمع في يوتاه، بل أن يعملوا على تأسيس كنيستهم في مكانهم والعمل بعد ذلك على تنظيم ربطها بالكنيسة الرئيسية في يوتاه؛ وهذا النظام الكنسي هو ما سنعرض له بإيجاز فيما يلي:

## نظام الكنيسة المورمونية
على قمة نظام الكنيسة المورمونية هناك رئيس الكنيسة يعاونه اثنان من الرسل (حيث يسمى مجموعة المساعدين للرئيس باسم الرسل أو الحواريين) والثلاثة هم القيادة التنفيذية للكنيسة، وهناك مجلس الكنيسة العالمي ويتكون من اثني عشر شخصًا، ثم يأتي بعد ذلك مجلس السبعين، وهو المجلس الموسع لشئون الكنيسة المورومونية، وفيه يتم تمثيل جميع كنائس أو مناطق المورمون في العالم.
وعلى المستوى الإقليمي هناك رئيس الكنيسة في الإقليم ومعه رؤساء الكنائس، ويتبع كل كنيسة مجموعة من المورمون هم شعب الكنيسة وعددهم بين 4000 و5000 شخص لكل كنيسة، وهؤلاء مقسمون لمجموعات صغيرة تحت نظام رئاسي لكل مجموعة، ويقوم الرؤساء بتنظيم أعمال كل مجموعة على المستوى الاجتماعي أو الثقافي أو غير ذلك من شئون المجتمع الموروموني.
النظام السابق هو نظام الكنيسة في يوتاه، أما الكنائس المنشقة عن يوتاه فلها نظم مختلفة، ولكنها تصب في النهاية في شكل يدير أمور الكنيسة بشكل يضمن اتصال المجتمع المورموني ببعضه بشكل فعال ومستمر، ويضاف لما سبق مبدأ اقتصادي هو أن كل مورموني يدفع عشر دخله للكنيسة، وهذا يضمن تمويلاً جيدًا لأعمال الإرساليات المورمونية في العالم.

## اغتيال جوزيف سميث
أغتيل جوزيف سميث في 27 يونيو 1844 رفقة أخيه هاروم داخل قاعة محكمة مثل أمامها بعد استدعائه بتهمة الخيانة العظمى موجهة له رفقة شقيقة بسبب لإعلان الأحكام العرفية في ناوفو ومحاولة تأسيس دولة منفصلة للمورمون وبينما كان في السجن في انتظار المحاكمة، هاجم مسلحون ملثمون السجن واقتحموه وأطلقوا النار عليه وقتلوه وشقيقه هاروم.

## فلسفة الديانة المورمونية
قد سبق ذكر ما ورد في قصة الألواح الذهبية وهي الدعامة الأولى للديانة المورمونية، أما الدعامة الثانية فهي مبدأ يعرف باسم فترة الألف سنة السعيدة، ويطلق عليها في اللغة الإنجليزية Millennium. وهو مبدأ يرجع إلى التوراة وانتقل للمسيحية، وهو يعني أن المسيح سيأتي في آخر الزمان ويجمع المسيحيين (عند اليهود هو أن يجمع اليهود من شتاتهم) على كنيسة واحدة ويقتل الكفار، وينشر العدل ويعم الرخاء في هذا العهد الذي يستمر لفترة ألف سنة، وفيها يتم تقييد إبليس وفي نهايتها يفلت إبليس، وبعدها تقوم القيامة للناس جميعًا.
وهذا المبدأ قد انقسم أتباعه بين قائلين بنزول شخص المسيح لنشر العدل وسيادة المسيحية في العالم، وبين قائلين بقدوم زمن تسود فيه المسيحية والعدل والرخاء في العالم وهو العصر المسيحي الذهبي، وفيه يتم القضاء على جميع المخالفين ويشارك المورمونية في هذا التصور الجماعة المسماة بـ «شهود يهوه».

## في الوقت الحاضر
يبلغ عدد المورمون في العالم حوالي 18 مليون شخص.
ينتشر وجودهم في الولايات المتحدة الأمريكية (60% في ولاية يوتاه) - كندا - المكسيك- وبعض الدول الأوروبية. في البرازيل لديهم حوالي المليون وتعتبر ثالث أكبر تجمع بعد أمريكا والمكسيك.و لديهم تواجد في لبنان.
توجد كنيسة منشقة باسم كنيسة النظام الجديد ليسوع المسيح للقديسين العصريين، ويتبعها حوالي 200 ألف شخص.
لهم إرساليات تعمل على تحويل المسيحيين لمذهبهم في كثير من أنحاء العالم، وتعمل على تأسيس كنائس إقليمية كلما تم تحويل مجموعة في أي مكان في العالم، كما لها الآن محطات إذاعية وتليفزيونية وجرائد ومجلات تابعة لهم
من أبرز المنتسبين لهذه الطائفة ميت رومني رجل الأعمال المرشح لرئاسة الولايات المتحدة 2012. والسيناتور الأمريكي هنري ريد الزعيم السابق للأقلية الديمقراطية بمجلس الشيوخ

## في الشرق الأوسط
لديهم تواجد في لبنان. حوالي 140 معتنق.
في سورية اعتنقها عدد من الأرمن في أوائل القرن العشرين وهاجروا جميعهم للأمريكيتيين واندمجوا بمجتمعهم الجديد
و في الأردن لديهم حوالي 100 معتنق . ومعظمهم من خارج الأردن كالآسيوين

## روابط خارجية
- جوزيف سميث على موقع IMDb (الإنجليزية)
- جوزيف سميث على موقع الموسوعة البريطانية (الإنجليزية)
- جوزيف سميث على موقع إن إن دي بي (الإنجليزية)